# Karin Michels
Karin Michels (geboren am 7. Juli 1959) ist eine deutsche Epidemiologin, ehemalige Direktorin des Instituts für Prävention und Tumorepidemiologie am Universitätsklinikum Freiburg und Leiterin der NAKO Gesundheitsstudie Freiburg.

## Karriere
Nach Stationen in Cambridge, Boston, London und New York arbeitete Michels zwischen 2000 und 2002 als Privatdozentin für Geburtshilfe, Gynäkologie und Reproduktive Biologie an der Harvard Medical School in Boston, USA. Von 2003 bis 2015 lehrte und forschte sie dort als außerplanmäßige Professorin für Geburtshilfe, Gynäkologie und Reproduktive Biologie. Seit 2008 ist Michels Professorin für Tumorepidemiologie an der Albert-Ludwigs-Universität Freiburg. Sie leitet seit 2013 das Institut für Prävention und Tumorepidemiologie am Universitätsklinikum Freiburg.
Ihre Forschungsschwerpunkte widmen sich neben der Epidemiologie, der öffentlichen Gesundheit und der Prävention. Sie gilt als Expertin für die Ursachen von Brustkrebs und untersucht besonders den Einfluss der Ernährung auf die Gesunderhaltung.
2015 wurde sie mit der Durchführung einer Brustkrebsstudie des National Institutes of Health mit Frauen lateinamerikanischer Herkunft am Brigham and Women’s Hospital in Boston beauftragt.
Im Rahmen ihrer Aufklärungsarbeit über die Risikofaktoren bestimmter Lebensmittel hat Michels 2015 eine Debatte um Kokosöl losgetreten und ist wegen ihrer Aussage über dessen Schädlichkeit stark kritisiert worden.

## Auszeichnungen
2015 erhielt sie eine Auszeichnung des "Breast Cancer and the Environment Research Program", die von den US-amerikanischen Gesundheitsinstituten verliehen wurde.
2021 wurde sie als Mitglied in die Delta Omega Honorary Society berufen, einer an der Johns-Hopkins-Universität in Baltimore angesiedelten Organisation in Bereich Public Health.
Im Juli 2023 wurde sie in die Nationale Akademie der Wissenschaften – Leopoldina – berufen.

## Werke (Auswahl)
- "Eine gesunde Ernährung für ein gesundes Leben – Determinanten der Ernährung und körperlichen Bewegung", ein Projekt des Determinants of diet and physical activity (DEDIPAC) Knowledge Hub (KH) der European Joint Programming Initiative (JPI), Universität Freiburg, Institut für Prävention und Tumorepidemiologie 2017. online-Zugriff
- Current opportunities to catalyze research in nutrition and cancer prevention – an interdisciplinary perspective, in: BMC medicine, 17 (2019), S. 148–162. online-Zugriff über die Universitätsbibliothek Freiburg
- zusammen mit Lina Jaeschke u. a.: Erfassung selbst berichteter kardiovaskulärer und metabolischer Erkrankungen in der NAKO Gesundheitsstudie: Methoden und erste Ergebnisse, in: Bundesgesundheitsblatt – Gesundheitsforschung – Gesundheitsschutz 63 (2020), S. 439–451 online-Zugriff über die Universitätsbibliothek Freiburg
- zusammen mit Susan Langer u. a.: Häufigkeit von Asthma bronchiale und Alter bei der Erstdiagnose – erste Ergebnisse der NAKO Gesundheitsstudie = Occurrence of bronchial asthma and age at initial asthma diagnosis – first results of the German National Cohort, in: Bundesgesundheitsblatt – Gesundheitsforschung – Gesundheitsschutz 63 (2020), S. 397–403 online-Zugriff über die Universitätsbibliothek Freiburg
- zusammen mit Carsten Schmidt u. a.: Häufigkeiten muskuloskelettaler Symptome und Erkrankungen in der bevölkerungsbezogenen NAKO Gesundheitsstudie = Frequencies of musculoskeletal symptoms and disorders in the population-based German National Cohort (GNC), in: Bundesgesundheitsblatt – Gesundheitsforschung – Gesundheitsschutz 63 (2020), S. 415–425 online-Zugriff über die Universitätsbibliothek Freiburg
- zusammen mit Stefan Karrasch u. a.: Lungenfunktion in der NAKO Gesundheitsstudie: Methoden und erste Ergebnisse = Lung function in the German National Cohort: methods and initial results, in: Bundesgesundheitsblatt – Gesundheitsforschung – Gesundheitsschutz 63 (2020), S. 322–331 online-Zugriff über die Universitätsbibliothek Freiburg
- Zusammen mit Kathrin Wolf u. a.: Nächtliche Verkehrslärmbelästigung in Deutschland: individuelle und regionale Unterschiede in der NAKO Gesundheitsstudie = Nighttime transportation noise annoyance in Germany: personal and regional differences in the German National Cohort Study, in: Bundesgesundheitsblatt – Gesundheitsforschung – Gesundheitsschutz 63 (2020), S. 332–343 online-Zugriff über die Universitätsbibliothek Freiburg
- zusammen mit Mingyang Song, Walter C. Willett, Bernard Rosner: Latency estimation for chronic disease risk: a damped exponential weighting model, in: European journal of epidemiology 35 (2020), S. 807–819. digital

- als Hrsg.: Epigenetic Epidemiology. 2. Aufl., Springer, Cham (CH) 2022, ISBN 978-3-030-94474-2 – (online-Veröffentlichung Springer International Publishing, Cham (CH) 2022, ISBN 978-3-030-94475-9). Die 1. Aufl. ist 2012 erschienen, ISBN 978-94-007-2494-5.
- zusammen mit Alexandra M. Binder: Impact of folic acid supplementation on the epigenetic profile in healthy unfortified individuals – a randomized intervention trial, in: Epigenetics 19 (2024), 11 S. online-Zugriff über die Universitätsbibliothek Freiburg